# 폴 도널드 맥린

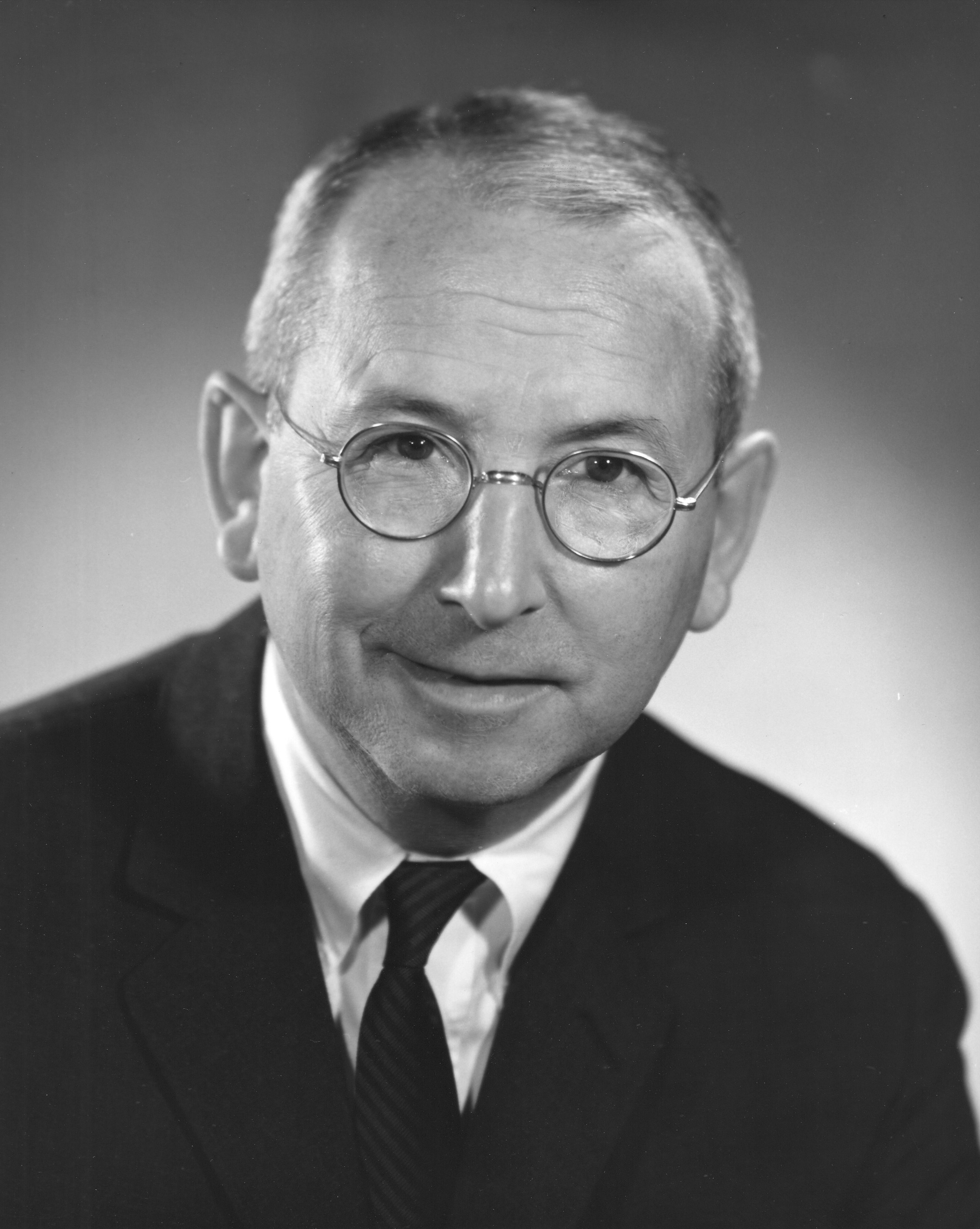

폴 도널드 맥린(Paul Donald MacLean 1913년 5월 1일 – 2007년 12월 26일)은 미국의 의사이자 신경 과학자로 예일 의과 대학과 국립 정신 건강 연구소에서 일하면서 생리학, 정신 의학 및 뇌 연구 분야에 상당한 공헌을 했다.

## 삼중뇌
맥린(MacLean)의 진화론적 삼중 뇌 이론인 삼위일체뇌(Triune Brain)는 인간의 뇌가 실제로는 세 개의 뇌가 하나로 결합되어 있다고 제안했다. 파충류 복합체(eptilian complex)로 언급되는 간뇌 영역, 변연계, 신피질로 언급되는 대뇌 피질로 대별된다. 이러한 맥락과는 별개로 현대 생물학에서는 개체발생학적이고 계통발행학적으로 전뇌,중뇌,후뇌로 구분하는 관행을 보여준다.

## 같이 보기
- 에리히 폰 홀스트